# Nanabozho
Nanabozho (nebo také Nanabuš či Nanabojo) je postava z mytologie severoamerických indiánů algonkinské jazykové skupiny. Jedná se o tradiční postavu částečně šibalského  – částečně hrdinského mýtu Odžibvejů, většinou vystupuje jako zajíc sedící na Měsíci, který spasil Slunce před zlými a nnamakkii. Indiáni se modlili k Nanabozhovi především při radostných rodinných událostech.
Podobně jako jiné postavy hrdinských i šibalských indiánských mýtů, byl i Nanabozho prvním ze stvořených bytostí. Jeho úlohou bylo dávat všem věcem na právě stvořené Zemi jména a tím i skutečné vlastnosti a tvary. Jakmile se jeho příběhy začnou proplétat s konkrétním zvířetem, rostlinou, lokálním krajinným útvarem apod. je patrné, že v závěru mytické epizody ponese daná věc pozměněný tvar, vlastnosti, role apod.
Stejné charakteristiky mají i šibalové z jiných oblastí: Nihóshó Arapahů, Iktómi Lakotů, Wakidjukag Winnebagů, Starý muž Černonožců, Gluskap Abnakiů aj.
Nanabozhova figura však nese i výrazné znaky hrdinského mýtu, neboť je spojován se založením tajného medicínského spolku Midewiwinu a krom své spřízněnosti s tvůrčí stvořitelskou silou naučí lidi mnoha důležitým dovednostem.
Mýtus o Nanabozhovi byl H. W. Longfellowovi zásadním podkladem pro jeho epos "Píseň o Hiawathovi" (dílo tedy nemá spojitost s legendárním historickým irokézským vůdcem Hiawathou, který žil patrně v 15. století).